# Madison (Missouri)
Madison é uma cidade localizada no estado americano de Missouri, no Condado de Monroe.

## Demografia
Segundo o censo americano de 2000, a sua população era de 586 habitantes.
Em 2006, foi estimada uma população de 558, um decréscimo de 28 (-4.8%).

## Geografia
De acordo com o United States Census Bureau tem uma área de
1,2 km², dos quais 1,2 km² cobertos por terra e 0,0 km² cobertos por água. Madison localiza-se a aproximadamente 244 m acima do nível do mar.

## Localidades na vizinhança
O diagrama seguinte representa as localidades num raio de 24 km ao redor de Madison.